# Футболист года в России (еженедельник «Футбол»)
Футболист года в России — награда лучшему футболисту сезона в России, который определялась путём опроса спортивных журналистов из городов, представленных командами премьер-лиги (высшей лиги). Проводилась еженедельником «Футбол» с 1964 года (до 1992 года — награда «Футболист года в СССР») по 2018 год.
С 1992 года стали проводиться чемпионаты России. По итогам первого российского футбольного сезона в результате опроса игроков высшей лиги победил капитан московского «Спартака» Виктор Онопко.
Первый вратарь, победивший в опросе — Руслан Нигматуллин из столичного «Локомотива» (в 2001-м).
Первый легионер в опросе «Футбола» победил лишь в сезоне-2005: им стал полузащитник ЦСКА Даниэл Карвальо.
В июне 2019 года выпуск еженедельника был прекращён из-за финансовых трудностей.
В 2024 году было объявлено о возрождении издания под эгидой «Советского спорта» и после пятилетнего перерыва был определён лучший футболист года в России. По решению редакции в опросе могли принимать участие только футболисты — обладатели российского паспорта, имеющие право выступать за сборную России.

## Лауреаты
Список лауреатов в 1964—1991 годах приведён в статье Футболист года в СССР.
| Год                             | Победитель (клуб) — очки набранные/возможные | 2                             | 3                           |
| ------------------------------- | -------------------------------------------- | ----------------------------- | --------------------------- |
| 1992                            | Виктор Онопко (СМ) — 368/519                 | И. Ледяхов (СМ) — 128         | Д. Радченко (СМ) — 126      |
| 1993                            | Виктор Онопко (СМ) — 384/594                 | Н. Писарев (СМ) — 180         | А. Пятницкий (СМ) — 180     |
| 1994                            | Игорь Симутенков (ДМ) — 285/603              | В. Бесчастных (СМ) — 115      | А. Канчельскис (МЮ) — 112   |
| 1995                            | Илья Цымбаларь (СМ) — 243/507                | В. Онопко (СМ) — 163          | О. Веретенников (Рот) — 112 |
| 1996                            | Андрей Тихонов (СМ) — 505/588                | И. Цымбаларь (СМ) — 126       | О. Веретенников (Рот) — 122 |
| 1997                            | Дмитрий Аленичев (СМ) — 458/594              | О. Веретенников (Рот) — 225   | А. Кобелев (ДМ) — 75        |
| 1998                            | Егор Титов (СМ) — 288/591                    | А. Мостовой (Сел) — 188       | И. Цымбаларь (СМ) — 184     |
| 1999                            | Алексей Смертин (ЛМ) — 410/666               | В. Карпин (Сел) — 361         | А. Тихонов (СМ) — 237       |
| 2000                            | Егор Титов (СМ) — 484/648                    | В. Карпин (Сел) — 199         | Д. Лоськов (ЛМ) — 145       |
| 2001                            | Руслан Нигматуллин (ЛМ) — 574/690            | М. Измайлов (ЛМ) — 270        | В. Бесчастных (СМ) — 204    |
| 2002                            | Дмитрий Лоськов (ЛМ) — 527/762               | С. Овчинников (ЛМ) — 296      | С. Семак (Ц) — 144          |
| 2003                            | Дмитрий Лоськов (ЛМ) — 311/741               | Р. Гусев (Ц) — 115            | В. Евсеев (ЛМ) — 103        |
| 2004                            | Дмитрий Сычёв (ЛМ) — 335/720                 | А. Кержаков (З) — 305         | А. Аршавин (З) — 202        |
| 2005                            | Даниэл Карвальо (Ц) — 563/765                | А. Аршавин (З) — 263          | И. Акинфеев (Ц) — 261       |
| 2006                            | Андрей Аршавин (З) — 588/756                 | И. Акинфеев (Ц) — 296         | А. Домингес (Руб) — 99      |
| 2007                            | Константин Зырянов (З) — 549/831             | Б. Иванович (ЛМ) — 207        | Р. Павлюченко (СМ) — 203    |
| 2008                            | Юрий Жирков (Ц) — 404/849                    | Вагнер Лав (Ц) — 323          | А. Аршавин (З) — 311        |
| 2009                            | Алехандро Домингес (Руб) — 418/852           | Алекс (СМ) — 229              | Веллитон (СМ) — 216         |
| 2010                            | Данни (З) — 420/813                          | Вагнер Лав (Ц) — 242          | А. Кержаков (З) — 240       |
| 2011                            | Сейду Думбия (Ц) — 591/897                   | А. Воронин (ДМ) — 505         | А. Кержаков (З) — 129       |
| 2012                            | Роман Широков (З) — 215/825                  | А. Кержаков (З) — 196         | А. Кокорин (ДМ) — 191       |
| 2013                            | Роман Широков (З) — 373/780                  | Халк (З) — 243                | А. Кокорин (ДМ) — 194       |
| 2014                            | Сейду Думбия (Ц) — 421/819                   | А. Кокорин (ДМ) — 188         | А. Дзюба (СМ) — 165         |
| 2015                            | Халк (З) — 654/930                           | А. Дзюба (З) — 355            | К. Промес (СМ) — 135        |
| 2016                            | Фёдор Смолов (Кр) — 541/924                  | К. Промес (СМ) — 424          | И. Акинфеев (Ц) — 169       |
| 2017                            | Квинси Промес (СМ) — 424/837                 | Д. Глушаков (СМ) — 277        | Ф. Смолов (Кр) — 254        |
| 2018                            | Артём Дзюба (З) — 614/831                    | И. Акинфеев (Ц) — 245         | М. Фернандес (Ц) — 215      |
| 2019—2023 — премия не вручалась |                                              |                               |                             |
| 2024                            | А. Головин (Мон) — 438/1015                  | М. Глушенков (ЛМ) / (З) — 341 | К. Тюкавин (ДМ) — 281       |

## Достижения

### Игроки
До 2019 года. Курсивом выделены вратари.
| № п/п | Игрок |   |       |      | Всего |
| ----- | --- | - | ----- | ---- | ----- |
| 1     | Андрей Аршавин (З) | 1 | 1     | 2    | 4     |
| 2—3   | Александр Кержаков (З) Игорь Акинфеев (Ц) |   | 2     | 2    | 4     |
| 4     | Виктор Онопко (СМ) | 2 | 1     |      | 3     |
| 5     | Дмитрий Лоськов (ЛМ) | 2 |       | 1    | 3     |
| 6—9   | Илья Цымбаларь (СМ); Квинси Промес (СМ); Артём Дзюба (СМ, З) | 1 | 1     | 1    | 3     |
| 10—11 | Олег Веретенников (Рот); Александр Кокорин (ДМ); |   | 1     | 2    | 3     |
| 12    | Александр Мостовой (Сел) |   | 1(+1) | (+1) | 1(+2) |
| 13—14 | Егор Титов (СМ); Роман Широков (З); Сейду Думбия (Ц) | 2 |       |      | 2     |
| 15    | Халк (З) | 1 | 1     |      | 2     |
| 16—18 | Андрей Тихонов (СМ); Алехандро Домингес (Руб); Фёдор Смолов (Кр) | 1 |       | 1    | 2     |
| 19—20 | Валерий Карпин (Сел); Вагнер Лав (Ц) |   | 2     |      | 2     |
| 21    | Владимир Бесчастных (СМ) |   | 1     | 1    | 2     |
| 22—30 | Игорь Симутенков (ДМ); Дмитрий Аленичев (СМ); Алексей Смертин (ЛМ); Руслан Нигматуллин (ЛМ); Дмитрий Сычёв (ЛМ); Даниэл Карвальо (Ц); Константин Зырянов (З); Юрий Жирков (Ц); Данни (З)   | 1 |       |      | 1     |
| 31—39 | Игорь Ледяхов (СМ); Николай Писарев (СМ); Марат Измайлов (ЛМ); Сергей Овчинников (ЛМ); Ролан Гусев (Ц); Бранислав Иванович (ЛМ); Алекс (СМ); Андрей Воронин (ДМ); Денис Глушаков (СМ)      |   | 1     |      | 1     |
| 40—48 | Дмитрий Радченко (СМ); Андрей Пятницкий (СМ); Андрей Канчельскис (МЮ); Андрей Кобелев (ДМ); Сергей Семак (Ц); Вадим Евсеев (ЛМ); Роман Павлюченко (СМ); Веллитон (СМ); Марио Фернандес (Ц) |   |       | 1    | 1     |